# مات مارشال
مات مارشال (بالإنجليزية: Matt Marshall)‏ هو لاعب غولف أمريكي، ولد في 22 مارس 1985 في رينو في الولايات المتحدة.

## وصلات خارجية
- مات مارشال على موقع رابطة لاعبي الغولف المحترفين (الإنجليزية)
- مات مارشال على موقع التصنيف العالمي الرسمي للغولف (الإنجليزية)